# Lacustricola kassenjiensis
 Lacustricola kassenjiensis és un peix de la família dels pecílids i de l'ordre dels ciprinodontiformes.

## Distribució geogràfica
Es troba a Àfrica: Nil Blanc al Sudan, el riu Nil i el seu delta a Egipte, llacs del nord-est de la República Democràtica del Congo, Uganda i Tanzània central.